# Vô minh (Phật giáo)
Vô minh chỉ nhận thức sai lầm về bản ngã và thế giới xung quanh. Vô minh là yếu tố đầu tiên trong nguyên lý Duyên khởi với mười hai nhân duyên (sa. pratītya-samutpāda), là những nguyên nhân làm con người vướng trong Luân hồi. Vô minh cũng là một trong ba ô nhiễm, Tam lậu (sa. āsrava), một trong ba phiền não (sa. kleśa) và khâu cuối cùng của mười trói buộc (Thập triền, sa. saṃyojana).
Vô minh được xem là gốc của mọi bất thiện trong thế gian và cũng là một đặc tính của khổ. Đó là tình trạng tâm thức không thấy sự vật "như nó là" (Như thật tri kiến), cho ảo giác là sự thật và vì vậy sinh ra khổ. Vô minh sinh ái và đó là yếu tố cơ bản sinh ra sự tái sinh. Theo quan điểm Đại thừa, vì vô minh mà từ tính Không (sa. śūnyatā) thoắt sinh ra hiện tượng, làm cho người còn mê lầm tưởng đó là sự thật và không thấy tự tính (Si). Vì vô minh mà ham mê vật chất nên sinh ra tham. Vì vô minh mà sinh ra sự đố kỵ dẫn tới sân.
Mỗi tông phái Phật giáo có cách giải thích khác nhau về vô minh. Trong các trường phái Đại thừa, vô minh cũng được hiểu khác nhau. Trung quán tông cho rằng, vô minh xuất phát từ quan điểm chấp trước tiên thiên của ý thức, và từ đó mà xây dựng lên một thế giới của riêng mình, cho thế giới đó những tính chất của chính mình và ngăn trở không cho con người thấy thế giới đích thật. Vô minh cũng là không thấy thể tính thật sự, và thể tính đó là tính Không. Như thế vô minh có hai khía cạnh: một là nó che đậy thế giới đích thật, hai là nó xây dựng cái ảo ảnh, cái giả. Hai mặt này cứ luôn luôn dựa vào nhau. Đối với Kinh lượng bộ và Tì-bà-sa bộ (sa. vaibhāṣika) thì vô minh là cách nhìn thế giới sai lạc, cho thế giới là thường còn, mà thế giới có thật chất là vô thường. Vô minh làm cho con người tưởng lầm thế giới có một tự ngã. Theo Duy thức tông thì vô minh là một kiến giải điên đảo, vô minh cho rằng thế giới độc lập với ý thức (tâm) mặc dù Duy thức tông cho rằng thế giới và ý thức chỉ là một.
Ngoài ra còn có Thất tình lục dục cũng do vô minh mà ra. Thất tình lục dục tức là bảy tình cảm mà mỗi người đều có (hỉ=vui mừng, nộ=giận dữ, ai=buồn bã, lạc=vui vẻ, ái=yêu thương, ố=ghét và dục=ham muốn) và sáu ham muốn trở thành thói khó sửa của mỗi người (sắc dục, hình mạo dục, uy nghi tư thái dục, ngữ ngôn âm thanh dục, tế hoạt dục, nhân tượng dục).